# Christina Grima
Christina Grima (ur. 8 lutego 1989 w Piecie) – maltańska koszykarka, występująca na pozycjach rzucającej lub niskiej skrzydłowej, reprezentantka kraju.

## Osiągnięcia
Na podstawie, o ile nie zaznaczono inaczej.

### Drużynowe
- Mistrzyni Wielkiej Brytanii (2009)[4]
- Wicemistrzyni:
  - Malty (2012, 2016–2018)[5][6][7][8]
  - III ligi włoskiej (2013)
- Zdobywczyni Pucharu Malty (2017)[7]
- Finalistka:
  - Pucharu Malty (2016)[6]
  - Superpucharu Malty (2017/2018)[8]

### Indywidualne
- Zawodniczka miesiąca ligi maltańskiej (listopad 2011)[9]
- Liderka w przechwytach ligi maltańskiej (2015 – 5, 2017 – 5)[10][7]

### Reprezentacja

#### Seniorska
5x5
- Mistrzyni:
  - Europy dywizji C (2008, 2010)[11][12]
  - małych krajów Europy (2016)[13]
- Brązowa medalistka mistrzostw małych krajów Europy (2012, 2014, 2018)[14][15]
- Uczestniczka igrzysk śródziemnomorskich (2009 – 7. miejsce)
- MVP mistrzostw małych krajów Europy (2016)

3x3
- Uczestniczka:
  - mistrzostw Europy 3x3 (2019 – 30. miejsce)
  - kwalifikacji do mistrzostw Europy 3x3 (2019 – 30. miejsce)

#### Młodzieżowa
- Mistrzyni Europy U–18 dywizji C (2007)[16]